# Aeroportul Municipal Porterville
Aeroportul Municipal Porterville (IATA: PTV, ICAO: KPTV, FAA LID: PTV) este un aeroport din California, Statele Unite ale Americii ce deservește zona Porterville⁠(d). A fost numit după zona deservită.
Situat la o altitudine de 135 m, aeroportul dispune de 1 pistă.

## Infrastructură

### Piste
Aeroportul dispune de o singură pistă. Pista 12/30 are suprafața de asfalt și dimensiunile 5.960 picioare × 150 picioare. 